# Arthur Sandberg
Arthur Wilhelm Sandberg, född 12 mars 1882 i Hedvig Eleonora församling, Stockholm, död 20 februari 1937 i Malmö Sankt Petri församling, Malmö
, var en svensk bankman.
Efter mogenhetsexamen 1900 blev Sandberg tjänsteman vid Postverket 1901 och vid Stockholms Enskilda Bank 1901–10. Han var disponent för AB Trälist i Gustafs 1910–12, kamrer vid Egnahemssparbanken och AB Likvidator i Stockholm 1912–18 och slutligen verkställande direktör vid Sparbanken Bikupan i Malmö från 1918.